# Liga dos Campeões da CONCACAF de 2011–12
A Liga dos Campeões da CONCACAF 2011-12 foi a 4 ª edição da Liga dos Campeões da CONCACAF em seu formato atual e a 47ª edição incluindo os formatos anteriores.
Como vencedor, o Monterrey foi o representante da CONCACAF na Copa do Mundo de Clubes da FIFA de 2012.  

## Equipes classificadas
| Associação             | Equipe                | Método de Qualificação                                                      | Part. | Última Part. |
| ---------------------- | --------------------- | --------------------------------------------------------------------------- | ----- | ------------ |
| México 4 vagas         | MonterreyDT           | Campeão - Apertura 2010                                                     | 7ª    | 2010–11      |
| México 4 vagas         | Pumas UNAM            | Campeão - Clausura 2011                                                     | 5ª    | 2009–10      |
| México 4 vagas         | Santos Laguna         | Vice-campeão - Apertura 2010                                                | 3ª    | 2010–11      |
| México 4 vagas         | Monarcas Morelia      | Vice-campeão - Clausura 2011                                                | 1ª    | -            |
| Estados Unidos 4 vagas | Los Angeles Galaxy    | Campeão - 2010 MLS Supporters' Shield                                       | 2ª    | 2010–11      |
| Estados Unidos 4 vagas | Colorado Rapids       | Campeão - 2010 MLS Cup                                                      | 1ª    | -            |
| Estados Unidos 4 vagas | FC Dallas             | Vice-campeão - 2010 MLS Cup                                                 | 1ª    | -            |
| Estados Unidos 4 vagas | Seattle Sounders      | Campeão - 2010 U.S. Open Cup                                                | 2ª    | 2010–11      |
| Honduras 3 vagas       | Real España           | Campeão - Apertura 2010                                                     | 2ª    | 2009–10      |
| Honduras 3 vagas       | Motagua               | Campeão - Clausura 2011                                                     | 2ª    | 2010–11      |
| Honduras 3 vagas       | Olimpia               | Vice-campeão - Apertura 2010 e Clausura 2011 1                              | 4ª    | 2010–11      |
| Costa Rica 2 vagas     | Alajuelense           | Campeão - Campeonato de Invierno e Campeonato de Verano                     | 2ª    | 2008–09      |
| Costa Rica 2 vagas     | Herediano             | Vice-campeão - Campeonato de Invierno e Melhor pontuação na tabela agregada | 2ª    | 2009–10      |
| Guatemala 2 vagas      | Comunicaciones        | Campeão - Apertura 2010 e Clausura 2011                                     | 2ª    | 2009–10      |
| Guatemala 2 vagas      | Municipal             | Vice-campeão - Apertura 2010 e Clausura 2011                                | 3ª    | 2010–11      |
| Panamá 2 vagas         | Tauro                 | Campeão - Apertura 2010                                                     | 3ª    | 2010–11      |
| Panamá 2 vagas         | San Francisco         | Campeão - Clausura 2011                                                     | 4ª    | 2010–11      |
| El Salvador 2 vagas    | Isidro Metapán        | Campeão - Apertura 2010                                                     | 4ª    | 2010–11      |
| El Salvador 2 vagas    | Alianza               | Campeão - Clausura 2011                                                     | 1ª    | -            |
| Nicarágua 1 vaga       | Real Esteli           | Campeão com melhor pontuação agregada - 2010–11 Primera División            | 2ª    | 2008–09      |
| Canadá 1 vaga          | Toronto FC            | Campeão - 2011 Canadian Championship                                        | 3ª    | 2010-11      |
| CFU (Caribe) 3 vagas   | Puerto Rico Islanders | Campeão - Campeonato de Clubes da CFU de 2011                               | 4ª    | 2010–11      |
| CFU (Caribe) 3 vagas   | Tempête               | Vice-campeão - Campeonato de Clubes da CFU de 2011                          | 1ª    | -            |
| CFU (Caribe) 3 vagas   | Alpha United          | Terceiro lugar - Campeonato de Clubes da CFU de 2011                        | 1ª    | -            |

- Número de participações e últimas participações levam em conta apenas a era da Liga dos Campeões da CONCACAF a partir de 2008-09 (sem contar aqueles na época da Taça dos Campeões de 1962-2008).
- DT – Detentor do Título

1 Vaga originalmente atribuída a Belize (Belize Defence Force) mas não atendeu os requisitos de estádio solicitados pela CONCACAF, portanto, a vaga foi repassada para o representante de Honduras (Olimpia), com base no desempenho da temporada passada.

## Fase preliminar
| Equipe 1         | Total    | Equipe 2              | 1.º jogo | 2.º jogo  |
| ---------------- | -------- | --------------------- | -------- | --------- |
| Motagua          | 4–2      | Municipal             | 4–0      | 0–2       |
| Monarcas Morelia | 7–0      | Tempête               | 5–0      | 2–0       |
| Isidro Metapán   | 3–3 (gf) | Puerto Rico Islanders | 2–0      | 1–3       |
| Santos Laguna    | 4–3      | Olimpia               | 3–1      | 1–2       |
| Alianza          | 0–2      | FC Dallas             | 0–1      | 0–1       |
| Toronto FC       | 4–2      | Real Estelí           | 2–1      | 2–1       |
| San Francisco    | 1–2      | Seattle Sounders      | 1–0      | 0–2 (pro) |
| Herediano        | 10–2     | Alpha United          | 8–0      | 2–2       |

## Fase de grupos
A fase de grupos está programada para agosto-outubro de 2011. As rodadas serão em: 16-18 de agosto, 23-25 de agosto, 13-15 de setembro, 20-22 de setembro, 27-29 de setembro e 18-20 de outubro.

### Grupo A
| Equipe             | Pts | PJ | V | E | D | GF | GS | SG  |
| ------------------ | --- | -- | - | - | - | -- | -- | --- |
| Los Angeles Galaxy | 12  | 6  | 4 | 0 | 2 | 8  | 4  | +4  |
| Monarcas Morelia   | 12  | 6  | 4 | 0 | 2 | 11 | 5  | +6  |
| Alajuelense        | 12  | 6  | 4 | 0 | 2 | 8  | 6  | +2  |
| Motagua            | 0   | 6  | 0 | 0 | 6 | 2  | 14 | −12 |

|                    | ALA | LA  | MOR | MOT |
| ------------------ | --- | --- | --- | --- |
| Alajuelense        | –   | 1−0 | 1−0 | 1−0 |
| Los Angeles Galaxy | 2−0 | –   | 2−1 | 2−0 |
| Monarcas Morelia   | 2−1 | 2−1 | –   | 4−0 |
| Motagua            | 2−4 | 0−1 | 0−2 | –   |

- Los Angeles Galaxy, Morelia e Alajuelense ficaram empatados em pontos e o desempate foi pelo critério de confronto direto entre os três: Los Angeles Galaxy (6 pts, SG +1), Morelia (6 pts, SG 0), Alajuelense (6 pts, SG −1).

### Grupo B
| Equipe          | Pts | PJ | V | E | D | GF | GS | SG  |
| --------------- | --- | -- | - | - | - | -- | -- | --- |
| Santos Laguna   | 13  | 6  | 4 | 1 | 1 | 16 | 6  | +10 |
| Isidro Metapán  | 9   | 6  | 3 | 0 | 3 | 10 | 15 | −5  |
| Colorado Rapids | 7   | 6  | 2 | 1 | 3 | 9  | 12 | −3  |
| Real España     | 5   | 6  | 1 | 2 | 3 | 9  | 11 | −2  |

|                 | COL | MET | REA | SAN |
| --------------- | --- | --- | --- | --- |
| Colorado Rapids | –   | 3−2 | 1−2 | 1−4 |
| Isidro Metapán  | 1−3 | –   | 3−2 | 2−0 |
| Real España     | 1−1 | 1−2 | –   | 1−1 |
| Santos Laguna   | 2−0 | 6−0 | 3−2 | –   |

### Grupo C
| Equipe     | Pts | PJ | V | E | D | GF | GS | SG |
| ---------- | --- | -- | - | - | - | -- | -- | -- |
| Pumas UNAM | 11  | 6  | 3 | 2 | 1 | 8  | 2  | +6 |
| Toronto FC | 10  | 6  | 3 | 1 | 2 | 7  | 7  | 0  |
| FC Dallas  | 7   | 6  | 2 | 1 | 3 | 6  | 11 | −5 |
| Tauro      | 5   | 6  | 1 | 2 | 3 | 7  | 8  | −1 |

|            | DAL | TAU | TOR | UNAM |
| ---------- | --- | --- | --- | ---- |
| FC Dallas  | –   | 1−1 | 0−3 | 2−0  |
| Tauro      | 5−3 | –   | 1−2 | 0–0  |
| Toronto FC | 0−1 | 1−0 | –   | 1−1  |
| Pumas UNAM | 0−1 | 1–0 | 4–0 | –    |

### Grupo D
| Equipe           | Pts | PJ | V | E | D | GF | GS | SG |
| ---------------- | --- | -- | - | - | - | -- | -- | -- |
| Monterrey        | 12  | 6  | 4 | 0 | 2 | 11 | 4  | +7 |
| Seattle Sounders | 10  | 6  | 3 | 1 | 2 | 10 | 7  | +3 |
| Comunicaciones   | 7   | 6  | 2 | 1 | 3 | 8  | 13 | −5 |
| Herediano        | 6   | 6  | 2 | 0 | 4 | 6  | 11 | −5 |

|                     | COM | HER | MON | SEA |
| ------------------- | --- | --- | --- | --- |
| Comunicaciones      | –   | 2−0 | 1−0 | 2−2 |
| Herediano           | 4−1 | –   | 0−5 | 1−2 |
| Monterrey           | 3−1 | 1−0 | –   | 0−1 |
| Seattle Sounders FC | 4−1 | 0−1 | 1−2 | –   |

## Fase final
|  | Quartas-de-final   | Quartas-de-final | Quartas-de-final | Quartas-de-final |   |            | Semifinais | Semifinais | Semifinais | Semifinais |  |           | Final | Final | Final | Final |  |  |
|  |                    |                  |                  |                  |   |            |            |            |            |            |  |           |       |       |       |       |  |  |
|  |                    |                  |                  |                  |   |            |            |            |            |            |  |           |       |       |       |       |  |  |
|  | Monarcas Morelia   | 1                | 1                | 2                |   |            |            |            |            |            |  |           |       |       |       |       |  |  |
|  | Monterrey          | 3                | 4                | 7                |   |            |            |            |            |            |  |           |       |       |       |       |  |  |
|  | Monterrey          | 3                | 4                | 7                |   | Monterrey  | 3          | 1          | 4          |            |  |           |       |       |       |       |  |  |
|  |                    |                  |                  |                  |   | Monterrey  | 3          | 1          | 4          |            |  |           |       |       |       |       |  |  |
|  |                    | Pumas UNAM       | 0                | 1                | 1 |            |            |            |            |            |  |           |       |       |       |       |  |  |
|  | Isidro Metapan     | Pumas UNAM       | 0                | 1                | 1 | 2          | 0          | 2          |            |            |  |           |       |       |       |       |  |  |
|  | Isidro Metapan     |                  |                  |                  |   | 2          | 0          | 2          |            |            |  |           |       |       |       |       |  |  |
|  | Pumas UNAM         | 1                | 8                | 9                |   |            |            |            |            |            |  |           |       |       |       |       |  |  |
|  | Pumas UNAM         | 1                | 8                | 9                |   |            |            |            |            |            |  | Monterrey | 2     | 1     | 3     |       |  |  |
|  |                    |                  |                  |                  |   |            |            |            |            |            |  | Monterrey | 2     | 1     | 3     |       |  |  |
|  |                    | Santos Laguna    | 0                | 2                | 2 |            |            |            |            |            |  |           |       |       |       |       |  |  |
|  | Toronto FC         | Santos Laguna    | 0                | 2                | 2 | 2          | 2          | 4          |            |            |  |           |       |       |       |       |  |  |
|  | Toronto FC         |                  |                  |                  |   | 2          | 2          | 4          |            |            |  |           |       |       |       |       |  |  |
|  | Los Angeles Galaxy | 2                | 1                | 3                |   |            |            |            |            |            |  |           |       |       |       |       |  |  |
|  | Los Angeles Galaxy | 2                | 1                | 3                |   | Toronto FC | 1          | 2          | 3          |            |  |           |       |       |       |       |  |  |
|  |                    |                  |                  |                  |   | Toronto FC | 1          | 2          | 3          |            |  |           |       |       |       |       |  |  |
|  |                    | Santos Laguna    | 1                | 6                | 7 |            |            |            |            |            |  |           |       |       |       |       |  |  |
|  | Seattle Sounders   | Santos Laguna    | 1                | 6                | 7 | 2          | 1          | 3          |            |            |  |           |       |       |       |       |  |  |
|  | Seattle Sounders   |                  |                  |                  |   | 2          | 1          | 3          |            |            |  |           |       |       |       |       |  |  |
|  | Santos Laguna      | 1                | 6                | 7                |   |            |            |            |            |            |  |           |       |       |       |       |  |  |

| Liga dos Campeões da CONCACAF Campeão 2011–12 |
| --------------------------------------------- |
| México                                        |
| Monterrey Segundo Título                      |